# Papa Galeazzo
()
Papa Galeazzo (in salentino Papa Caliazzu, Papa Caiazzu o Papa Cagliazzu) è un personaggio della letteratura popolare salentina.

## Personaggio
Estroso e bizzarro arciprete di Lucugnano, frazione del comune di Tricase, secondo alcuni ispirato (almeno nel nome) ad un parroco realmente esistito nel XVII secolo, è protagonista dei li cunti, una serie di aneddoti, barzellette e brevi racconti picareschi che ebbero, ed ancora hanno, ampia diffusione popolare nel Salento.
Questi racconti sono stati raccolti nel 1912 ne Il breviario di Papa Galeazzo, poi ristampato nel 1973. 
In uno di questi culacchi Papa Galeazzo riceve un passaggio in carrozza da papa Paolo IV (regnante dal 1555 al 1559). 
Nel 2021 è stata data alle stampe una versione dei racconti di Don Galeazzo ambientati ai giorni nostri, in cui il Prelato ritorna improvvisamente ed affronta le vicende dell'epoca contemporanea, con il medesimo spirito picaresco che lo ha contraddistinto nei racconti tradizionali.
Nel 2023 al personaggio di Papa Galeazzo è stato dedicato un murale. L’opera è localizzata nella centrale via Domenico Galeazzo in Lucugnano ed è realizzata con la tecnica dello stencil dall’artista salentina Elisabetta Venneri (in arte Sbretzy) in collaborazione con l’associazione lucugnanese “Tina Lambrini – Casa Comi”.